# Налобино
Налобино (каз. Налобино) — село в Кызылжарском районе Северо-Казахстанской области Казахстана. Административный центр Налобинского сельского округа. Код КАТО — 595053100.

## География
Село находится в 65 км от города Петропавловск, в 80 км от районного центра села Бесколь.
В 2 км к северо-западу от села находится озеро Глубокое. В селе расположена пограничная застава «Талсай», лесное хозяйство «Налобинское», питомник Налобинского лесничества площадью около 6 гектаров. В основном здесь выращивают саженцы ели, сосны, красной рябины, повислой берёзы и дички.

## Население
В 1999 году население села составляло 1308 человек (600 мужчин и 708 женщин). По данным переписи 2009 года, в селе проживало 938 человек (439 мужчин и 499 женщин).

## Образование, здравоохранение
В селе расположена средняя школа. При школе имеется мини-центр «Айгөлек» с полным днем пребывания.
Имеется фельдшерско-акушерский пункт.